# Croton tatacuensis
Espèce
Classification APG II (2003)
Croton tatacuensis est une espèce de plantes à fleurs du genre Croton et de la famille des Euphorbiaceae, présente en Argentine (Corrientes).